# Freeman Williams
Pour les articles homonymes, voir Williams.
Freeman Williams, né le 15 mai 1956 à Los Angeles et mort le 19 avril 2022 dans la même ville, est joueur américain de basket-ball.